# San Cristóbal Suchixtlahuaca
San Cristóbal Suchixtlahuaca là một đô thị thuộc bang Oaxaca, México. Năm 2005, dân số của đô thị này là 244 người.